# Militärversicherung
Die Militärversicherung (MV) ist die Sozialversicherung für Angehörige der Schweizer Armee und der humanitären Dienstzweige der Eidgenossenschaft.

## Geschichte
Am 28. Juni 1901 wurde das erste Bundesgesetz über die Militärversicherung (MVG) erlassen. Es geht auf das im Jahre 1874 revidierte Gesetz von 1852 über die Pensionen und Entschädigungen der im Militärdienst Verunglückten zurück. Das MVG ist somit das erste Sozialversicherungsgesetz der Schweiz. Damit kam der Bund der Forderung der Bundesverfassung nach, wonach er bei Unfällen und Krankheiten von Angehörigen der Armee aktiv werden musste; seit 1962 auch für den Zivilschutz. Seit dem 1. Januar 1994 sind auch Personen in friedensfördernden Einsätzen und Mitglieder des Schweizerischen Katastrophenhilfekorps und seit 1996 auch die Zivildienstleistenden versichert.
Bisher ist das MVG zweimal revidiert worden; dies in den Jahren 1949 und 1992. Das Bundesamt für Militärversicherung führte bis zu seiner Aufhebung am 1. Juli 2005 diese Versicherung. Seither obliegt sie der Schweizerischen Unfallversicherungsanstalt (SUVA).